# Garde forestier
 (avril 2014).
Le garde forestier est généralement un fonctionnaire chargé de patrouiller (éventuellement à cheval) dans la forêt et d'autres endroits dans la nature. Dans certains pays il s'agit de gardes privés. En France, ce métier est spécifiquement tourné vers la forêt, dans d'autres pays (ex Förster allemands), il est plutôt tourné vers la protection de la nature en général, ou - dans certains pays - à l'origine la lutte contre les incendies de forêt.

## Missions
Les missions du garde forestier varient selon les pays, mais leur principale fonction est généralement de protéger l'intégrité de la forêt : à la fois la faune et la flore. Ainsi ils luttent contre le braconnage, le vol de bois, ou la cueillette d'espèces protégées ou menacées.

## En France
Depuis l’ordonnance de Colbert de 1669, il existait des gardes domaniaux chargés des forêts domaniales et des gardes communaux chargés des forêts communales. Ces derniers étaient rémunérés par les municipalités, mais leur nomination était soumise à l’agrément des conservateurs des Eaux et Forêts. Il existait également des gardes mixtes chargés à la fois de forêts domaniales et communales. Les 32 conservations de 1911 disposaient de 6 567 gardes forestiers :  1 974 gardes domaniaux, 3 386 gardes communaux et 1 207 gardes mixtes. La rémunération des gardes communaux était moindre que celle des gardes domaniaux, ce qui se traduisit par une revendication constante des premiers. La « domanialisation » des gardes communaux est réalisée en octobre 1919. Désormais, les communes participent à la dépense et l’Administration des Eaux et Forêts a autorité sur la totalité des personnels chargés de l’application du régime forestier institué en 1827. Le statut de 1912 des préposés domaniaux des Eaux et Forêts distinguait deux grades : les gardes et les brigadiers. Après la Première Guerre mondiale, les préposés sont recrutés pour trois-quarts parmi les candidats militaires et pour le reste parmi les candidats civils. Diverses mesures d’un autre temps sont supprimées seulement durant l’Entre-deux-guerres : l’obligation de fournir, dans les maisons forestières des préposés, des chambres et des repas aux officiers de passage, l’obligation pour les préposés de porter le sac de l’officier en tournée, de lui allumer un feu séparé et de se tenir à une certaine distance lors des marches en forêt, le port du fusil et du sabre, les revues d’armes et les séances de tir. En 1950, le corps des préposés domaniaux des Eaux et Forêts comportaient 5 497 agents : 4 328 gardes domaniaux et 1 169 brigadiers. En 1951, la dénomination des préposés des Eaux et Forêts change : les garde domaniaux deviennent des « agents techniques » des Eaux et Forêts et les brigadiers des « chefs de district » des Eaux et Forêts. Par la suite, parmi les agents techniques seront distingués des « agents techniques brevetés » et des « sous-chef de districts »  et le chef de district évoluera vers la dénomination de technicien forestier.
Dans le domaine public, le garde forestier est le plus souvent un fonctionnaire de l’Office national des forêts (ONF), au statut administratif différent du garde chasse particulier ou du garde des bois et forêts particulier (privé), mais qui est assermenté. Il est responsable d’une « circonscription territoriale » (environ 1 000 à 2 000 hectares) appelée « triage », où il veille à la bonne application des textes concernant la gestion et la protection des forêts. Il assure la police de la nature et de l’environnement en qualité d’agent assermenté. À ce titre, il est habilité à constater les infractions en forêt (procès-verbal), y compris de la part des exploitants forestiers. En tant qu'agent de l'ONF, il contribue au martelage ou encore aux inventaires. Il a aussi une fonction pédagogique auprès du public et est en contact avec les riverains, promeneurs et élus locaux mais également les écoles en visites ainsi qu’avec les exploitants forestiers (bûcherons, débardeurs). Il arrive que certains gardes forestiers de l’ONF effectuent des missions à cheval. L'appellation de « garde forestier » n'est plus utilisé à l'ONF et a été remplacée successivement par celle d'« agent technique forestier », puis par « agent patrimonial » et actuellement après la revalorisation statutaire de catégorie C en catégorie B par celle de « technicien forestier territorial ».
L’agent technique privé a pour rôle de seconder un propriétaire forestier, d’assurer la surveillance du domaine, la direction des exploitations et de tous les travaux sylvicoles.
Les gardes des bois et forêts particuliers sont l'équivalent des garde chasse particuliers dans le domaine forestier. Ils sont assermentés et compétents en police forestière (habilité à constater les infractions en forêt  par procès-verbal).